# Paleoantropologi
Paleoantropologi är läran om utdöda människoarter och människoliknande fossil, och kombinerar paleontologi med fysisk antropologi.

## Historia
Ämnesområdet paleoantropologi uppstod mer eller mindre i samband med upptäckten av de första neandertalarna (Homo neanderthalensis) i mitten av 1800-talet. En föga populär tanke vid denna tidpunkt var, precis som nu, att människan hade utvecklats via så kallade grottmänniskor, och var släkt med de stora aporna. Termen "grottmänniska" är mer eller mindre ett resultat av olika missförstånd genom historien; aktuell forskning pekar på att neandertalarens naturliga habitat var tät skog.
Det var först genom Charles Darwins arbeten som tanken på att människan kunde härstamma från de stora aporna nådde allmänheten. Ett vetenskapligt konsensus om detta hade emellertid funnits ända sedan Carl von Linnés tid, framför allt baserat på morfologiska likheter mellan arterna ifråga.
I en tid som präglades av kolonialism var dock tanken på att människan kunde härstamma från Afrika i det närmaste ett helgerån. Av denna orsak förblev paleoantropologin en tämligen okänd företeelse, ända fram till dess att det första fossilet av pekingmänniskan (Homo erectus pekinensis) dök upp i Kina och Indonesien. Motviljan att acceptera det afrikanska ursprunget ledde också till att paleoantropologin accepterade ett falsarium, Piltdown-mannen, som ett bevis på ett europeiskt ursprung.
De första klara tecknen på ett afrikanskt ursprung dök emellertid upp under 1920-talet, med "barnet från Taung". Detta fossil återfanns i ett stenbrott i Sydafrika av Raymond Dart, som sedermera beskrev arten som Australopithecus africanus. Debatten fortsatte emellertid ända fram till 1953, då Piltdown-mannen slutligen avslöjades som en förfalskning. Även då hade flera forskare svårt att acceptera en utveckling från ett afrikanskt ursprung, utan förordade istället pekingmänniskan och ett indiskt ursprung.

## Out of Africa
Den gällande teorin inom paleoantropologin är för närvarande "Out of Africa", där man genom DNA-strängar har lyckats identifiera 140 linjer som motsvarar de människor som utvandrade från Afrika för ungefär 110 000 år sedan. Man räknar att liknande utvandringar har skett tidigare, minst två gånger. Dels de Homo erectus som sedermera blev till pekingmänniskan via samma väg, men även en andra våg Homo erectus, som via Homo heidelbergensis så småningom gav upphov till Homo neanderthalensis.

## Paleoantropologin idag
Den stora debatten inom paleoantropologin för tillfället är historien om Homo floresiensis, och huruvida detta är en ny art eller bara en pygmé som drabbats av mikrocefali. Andra frågor som har rönt uppmärksamhet är debatten om Kennewick-mannen och koloniseringen av Amerika.

## Kända paleoantropologer
- Johann Carl Fuhlrott
- Tim White
- Donald Johanson
- Richard Leakey
- Mary Leakey